# Маврин, Алексей Алексеевич
Алексей Алексеевич Маврин (19 мая 1854 — не ранее 1919) — генерал от инфантерии Российской императорской армии; член Военного совета Российской империи (1912 — 1917).

## Биография
Родился 19 мая 1854 года[по какому календарю?]  в семье дворян Новгородской губернии. По вероисповеданию был православным. В 1871 году окончил Нижегородскую графа Аракчеева военную гимназию.
9 августа 1871 года вступил на службу в Российскую императорскую армию. В 9 августа 1873 году окончил 2-е военное Константиновское училище, из которого был выпущен прапорщиком в 22-ю артиллерийскую бригаду. 26 ноября 1874 года получил старшинством в чине подпоручика, 9 декабря 1876 года в чине поручика, 18 декабря 1878 года в чине штабс-капитана. В 1880 году окончил Николаевскую академию Генерального штаба по 1-му разряду. 29 марта 1880 года получил старшинство в чине капитана. Состоял при штабе Киевского военного округа. С 11 сентября 1880 по 7 апреля 1882 года был обер-офицером для особых поручений при штабе 11-го армейского корпуса. С 7 апреля по 19 июня 1882 года был старшим адъютантом штаба 12-го армейского корпуса. С 19 июня 1882 года по 9 февраля 1885 года был заведывающим передвижениями войск по железным дорогам Варшавского района. 17 апреля 1883 года получил старшинство в чине подполковника. С 9 февраля 1885 года по 24 января 1886 года был заведывающим передвижениями войск по железным дорогам Петербургского-Московского района. С 21 января 1886 года по 5 июня 1891 года занимал должность делопроизводителя отдела Главного штаба по передвижению войск и военных грузов. В 1888 году «за отличие» был произведён в полковники, со старшинством с 30 августа 1888 года. С 23 сентября 1889 года по 26 октября 1890 года отбывал цензовое командование в должности командира батальона в лейб-гвардии Измайловском полк. С 5 июня 1891 года по 18 августа 1897 года был начальником штаба 3-й гвардейской пехотной дивизии. С 18 августа 1897 года по 19 марта 1898 года был командиром 103-го пехотного Петрозаводского полка. С 19 марта 1908 года по 10 апреля 1902 года был окружным дежурным генералом штаба Киевского военного округа. 6 декабря 1898 года «за отличие»  получил старшинство и был произведён в чин генерал-майора. С 10 апреля 1902 года по 27 января 1903 года был окружным генералом-квартирмейстером Киевского военного округа, а с 27 января 1903 по 21 мая 1908 года был начальником штаба этого же военного округа.  6 декабря 1904 года «за отличие»  получил старшинство и был произведён в чин генерал-лейтенанта. С 21 мая 1908 года по 22 октября 1912 года был командиром 9-го армейского корпуса. 6 декабря 1910 года «за отличие»  получил старшинство и был произведён в чин генерала от инфантерии. С 22 октября 1912 года по 20 марта 1917 года был членом Военного совета Российской империи.
Во время Первой мировой войны занимал командующие должности. С 19 июля по 24 сентября 1914 года и с 18 октября 1914 года по 3 января 1915 года был временно командующим войсками Казанского военного округа, а с 3 января 1915 года по 23 июля 1916 года главным начальником снабжение армий Юго-Западного фронта. 23 марта 1917 года был уволен со службы из-за болезни. 23 ноября 1919 года Алексей Маврин был определён из отставки на службу с зачислением в резерв чинов при штабе Главнокомандующего Вооружённых сил Юга России.
Время, место и обстоятельства смерти неизвестны.

## Награды
Алексей Алексеевич Маврин был пожалован следующими орденами:
- Орден Святого Александра Невского (6 декабря 1913); бриллиантовые знаки к ордену (22 марта 1915);
- Орден Белого орла (5 февраля 1912);
- Орден Святого Владимира 1-й степени (5 октября 1915);
- Орден Святого Владимира 2-й степени (1906);
- Орден Святого Владимира 3-й степени (1894);
- Орден Святого Владимира 4-й степени (1884);
- Орден Святой Анны 1-й степени (6 декабря 1903);
- Орден Святой Анны 2-й степени (1891);
- Орден Святого Станислава 1-й степени (6 декабря 1899);
- Орден Святого Станислава 2-й степени (1887);
- Высочайшая благодарность (06 мая 1916) — «за отлично-усердную службу и труды, понесенные во время военных действий»;
- Командорский крест ордена Звезды Румынии (1899).

## Семья
Был женат и по состоянию на 1914 год имел троих детей; жена Вера Васильевна умерла 4 апреля 1944 года.